# AFI Vokovice
AFI Vokovice je komplex kancelářských budov v pražských Vokovicích u Evropské třídy. Tvoří ho budova A s šesti nadzemními podlažími a budova B s osmi nadzemními podlažími, která je charakteristická svými zlatými pilastry. Obě budovy, mezi nimiž se nachází nádvoří, mají vlnité fasády ze skla a sklocementových a hliníkových prvků. Na střechách se nachází zahrady. Obě budovy splňují certifikaci ekologického energeticky efektivního stavebnictví LEED nejvyššího řádu Platinum. Celková investice od developera AFI Europe čítala 700 milionů korun. Za architektonickým návrhem stojí český ateliér DAM architekti. Výstavba probíhala mezi roky 2016 až 2019.
Celková pronajímatelná plocha areálu který zahrnuje i restaurační provozy je 14 000 m². Areál se nachází u stanice metra Nádraží Veleslavín, je zde celkem 285 parkovacích stání i zázemí pro cyklisty.